# Amir Karić
Amir Karić (Velenje, 31 dicembre 1973) è un ex calciatore sloveno, di ruolo centrocampista.

## Carriera

### Club
Dopo aver partecipato all'Euro 2000 si trasferì nel campionato inglese, all'Ipswich Town, nel settembre 2000 per 700 000 sterline.
Le sue apparizioni da sostituto si limitarono a 3 prima della fine del contratto. Karić stette poi per un periodo con il Crystal Palace, dove giocò per 30 minuti prima di essere sostituito.
In seguito giocò per l'FK Mosca.
Nella stagione 2005-2006 giocò per la squadra cipriota dell'Anorthōsis.
Durante la sua carriera giocò anche per il Rudar Velenje, l'AEL Limassol, il Gamba Osaka e per l'FC Koper.

### Nazionale
Giocò per la Slovenia all'Euro 2000 e alla Coppa del Mondo FIFA del 2002.